# إدريس ديبي
إدريس ديبي إتنو (بالفرنسية: Idriss Déby)‏ (18 يونيو 1952 - 20 أبريل 2021)، سياسي تشادي، شغل منصب رئيس تشاد ورئيس حركة الوطنيةللإنقاذ منذ 2 ديسمبر 1990 حتى مقتله في 20 أبريل 2021، ينتمي لقبيلة الزغاوة التشادية-السودانية.
أرسل إلى فرنسا للتدريب، وعاد إلى تشاد في 1976، بقي مواليا للجيش وللرئيس فليكس معلوم. دب خلاف بينه وبين حسين حبري رئيس تشاد الأسبق، واتهمه حبري بالتخطيط لانقلاب. ترك تشاد واتجه إلى ليبيا ثم السودان وشكل ما يعرف ب«جبهة الإنقاذ الوطنية» المدعومة من ليبيا والسودان وبدأ الهجوم ضد حسين حبري سنة 1989، واستولى على أنجامينا سنة 1990. متزوج من هيندا ديبي اتنو. اتسمت علاقته مع ليبيا بالود والتقارب بعد أن كان من أشهر أعداءها خلال الحرب بين البلدين. أما مع السودان فيتهم إدريس ديبي السودان بدعم المتمردين الذين أوشكوا على احتلال أنجامينا سنة 2008.
قام بتعديل الدستور وبموافقة شعبية عارمة، حيث رشح نفسه لفترة رئاسية ثالثة، مما أثار استياء المعارضة، ووصفت فترة رئاسته «بالاستقرار الأمني والتحسن الاقتصادي الملموس». حسب آراء بعض المواطنين حيث يتمتع بشعبية عارمة بين أوساط قبيلة الزغاوة [بحاجة لمصدر]. ويعد وصوله للحكم فترة انتقالية بين الدكتاتورية إلى الديمقراطية ومن إنجاراته استخراج البترول التشادي عام 2003 وكذلك انطلقت في عهده أول قناة فضائية للتلفزيون التشادي عام 2009.
في 2 ديسمبر 1990، وبدعم من فرنسا، أطاح برئيس حسين حبري من السلطة واستبدل لقب رئيس تشاد في 4 ديسمبر بلقب رئيس مجلس الدولة. ثم عيّن رئيساً لجمهورية تشاد في 28 فبراير 1991 بعد إقرار الميثاق الوطني. فاز في الانتخابات الرئاسية للأعوام 1996 و 2001 و 2006 و 2011 و 2016. وفي العام نفسه، في 30 يناير 2016، انتخب رئيساً للاتحاد الأفريقي لمدة عام واحد. وهو واحد من أقدم القادة في العالم -في وقته- مع ما يزيد قليلاً عن 30 عامًا في السلطة.

## الشباب والأصول

### الأسرة والدراسة
مسلم، ابن راعي فقير من عشيرة البديات من جماعة الزغاوة العرقية الموجودة على جانبي الحدود التشادية السودانية، والزغاوة هم على مقربة من شعب التبو.
بعد اجتياز البكالوريوس، التحق بمدرسة الضباط في نجامينا وفي عام 1976 حصل على رخصة طيار محترف في فرنسا (متخصص في نقل القوات) في معهد أموري دو لا غرانج للطيران.
دعم ديبي الرئيس فيليكس مالوم حتى سقوطه عام 1979 واستمر دعمه حتى وفاته.

## صعود السياسة

### مع حسين حبري
بعد عودته إلى تشاد عام 1979، عمل مع حسين حبري، الذي دخل في تمرد في مارس 1980 ضد وكوني وديع بعد تفكك حكومة الاتحاد الوطني الانتقالي (GUNT) التي تشكلت قبل خمسة أشهر. ثم عين حبري ديبي في منصب القائد الأعلى للقوات المسلحة الشمالية (FAN).
في 7 يونيو 1982، عاد حبري إلى العاصمة نجامينا مع ديبي إلى جانبه، دافعًا الرئيس كوكوني وديع للجوء إلى المنفى في الجزائر. رُقي إلى رتبة عقيد، أصبح ديبي نائباً لقائد القوات المسلحة عام 1983. ذهب إلى فرنسا عام 1985 حيث التحق بمدرسة الحرب العسكرية المشتركة. بعد عودته إلى تشاد عام 1986، عين مستشارًا لحبري للدفاع والأمن.

### محاولة الانقلاب
في نهاية الثمانينيات، تدهورت العلاقات بين إدريس ديبي وحبري. حل أحد أبناء عمومته، حسن جاموس، محله قائدًا أعلى للقوات المسلحة بينما تولى آخر من أبناء عمومته، إبراهيم محمد إتنو، منصب وزير الداخلية. اضطهدت وأعدمت شرطة حبري السياسية الزغاوة.
بعد محاولة انقلابية في 1 أبريل 1989، هرب الرجال الثلاثة (إدريس ديبي واثنان من أبناء عمومته). بينما جرح العقيد حسن جاموس وأسره رجال حسين حبري وقتل ابن عمه إبراهيم محمد إتنو، نجح إدريس ديبي في الوصول إلى السودان ثم ليبيا حيث حصل على مساعدة الزعيم الليبي معمر القذافي مقابل وعده بإطلاق سراح السجناء الليبيين. من الحرب التي عقدت في تشاد. عاد ديبي إلى السودان حيث أنشأ، في مارس 1990، حركة التمرد التابعة لحركة الإنقاذ الوطني.

### تولي السلطة عام 1990
في 1 ديسمبر 1990، بمساعدة المخابرات الفرنسية وبدعم من ليبيا والسودان، استولت قواته على نجامينا وطردت حبري الذي لجأ إلى السنغال. ثم تم إحضار ديبي إلى رئاسة مجلس الدولة اعتبارًا من 4 ديسمبر، ثم عُيَّن رئيسًا للجمهورية من قبل حركته، ثم تحول إلى حزب سياسي. ومن جانبه، حوكم حبري أمام محكمة دولية بتهمة ارتكاب جرائم ضد الإنسانية على الفظائع التي ارتكبت خلال فترة حكمه في تشاد.

## رئاسة الجمهورية

### الرئاسة المؤقتة
عندما تم تنصيبه، وعد بعقد مؤتمر وطني مهمته الأساسية صياغة دستور جديد. يتم تبنيه في أقرب وقت فبراير 1991ميثاق وطني يضع المبادئ التوجيهية للدولة التشادية وأسس الإصلاح المؤسسي. سيكون الميثاق بمثابة قانون أساسي حتى صدور الدستور في 14 أبريل 1996. وفي الوقت نفسه رقي إلى رتبة جنرال عام 1995.
منذ بداية التسعينيات، اقترب من حسين حسن أبكر، رئيس المجلس الأعلى للشؤون الإسلامية في تشاد من 1991 إلى 2018.

### الولاية الأولى (1996-2001)
انتخب رئيسا للجمهورية لولاية أولى في عام 1996 خلال أول اقتراع تعددي بالاقتراع العام منذ استقلال (البلاد) عام 1960 ثم فتح حكومته لجزء من المعارضة.
في أكتوبر 2000، أطلق إدريس ديبي رسميًا أعمال بناء خط أنابيب تشاد - الكاميرون في كومي (تشاد) وكريبي (الكاميرون).

### الولاية الثانية (2001-2006)

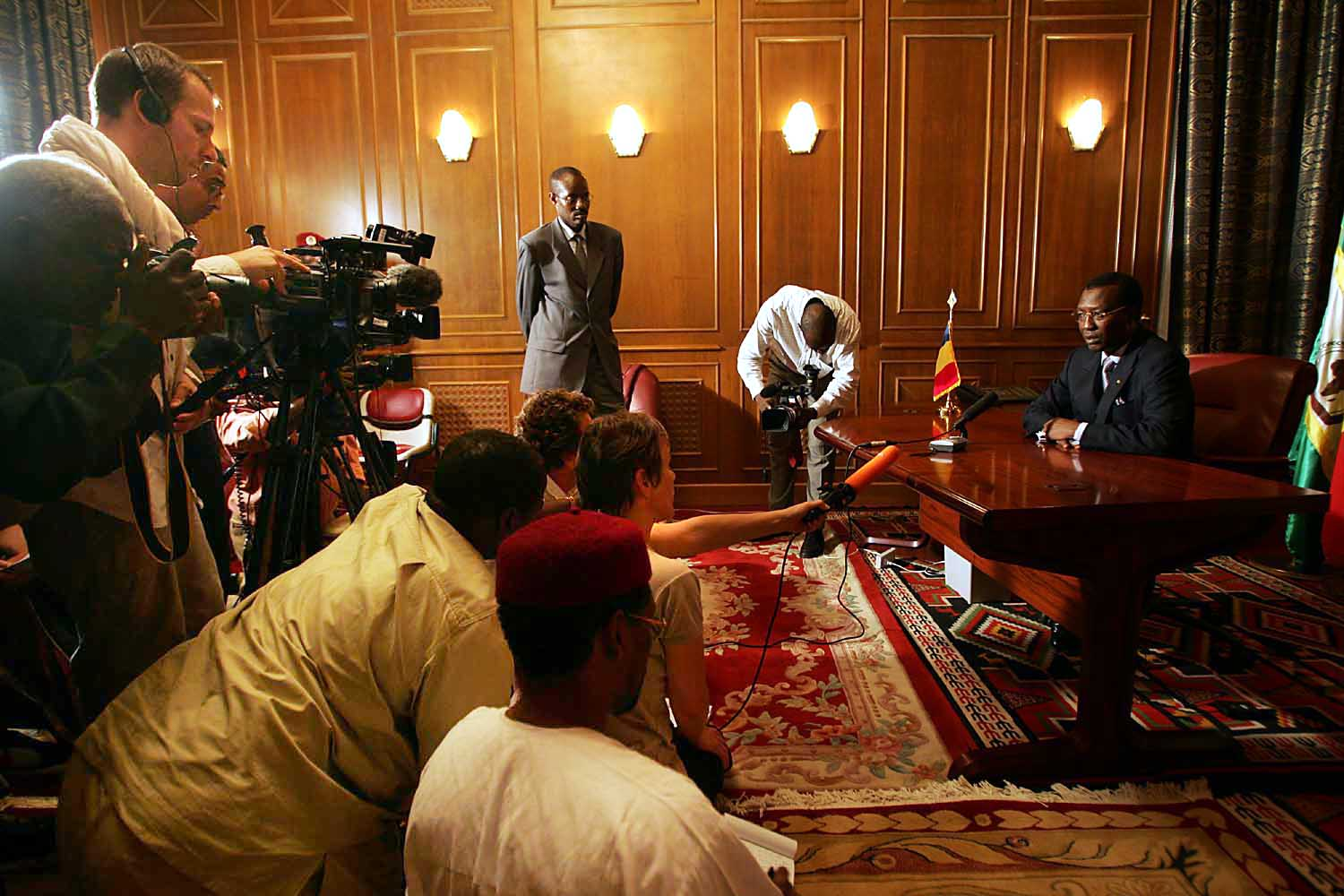
إدريس ديبي خلال مؤتمر صحفي عام 2004 في القصر الرئاسي في نجامينا

في 20 مايو 2001 أعيد انتخاب إدريس ديبي رئيسًا للجمهورية في الجولة الأولى بنسبة 63.17% من الأصوات.
يعتبر إدريس ديبي شمال جمهورية إفريقيا الوسطى منطقة إستراتيجية بسبب مواردها النفطية.
في عام 2003، ساهم في استيلاء فرانسوا بوزيزي على السلطة.
في عام 2003، أعلن عن انتهاء بناء خط أنابيب تشاد والكاميرون وبدء إنتاج النفط للبلاد. انضمت تشاد إلى رابطة منتجي البترول الأفارقة (APPA) في عام 2005.
في 26 مايو 2004، تبنى النواب تعديلاً دستورياً رفع الحد الأقصى للمدة الرئاسية المحددة سابقاً بمدتين. في حين أن هذا البند الخاص قد ركز اهتمام وسائل الإعلام، إلا أن الإصلاح الدستوري قد غير مؤسسات البلاد، أولاً وقبل كل شيء إلغاء مجلس الشيوخ، الذي لم يلعب دوره المؤسسي في الواقع.
في مايو 2005، كان المتمردون على وشك الإطاحة بالنظام، لكن القوات الفرنسية الموجودة هناك سمحت بالعودة المتسرعة لإدريس ديبي، الذي كان يزور غينيا الاستوائية لحضور قمة سيماك. تم تبني اقتراح الإصلاح الدستوري لعام 2004 عن طريق استفتاء في 6 يونيو 2005، حيث صوت 77.8% من الناخبين لصالحه. بلغت نسبة المشاركة 71.61٪. في 13 أبريل / نيسان 2006، دخل متمردو الجبهة المتحدة للتغيير إلى نجامينا وفشلوا بصعوبة في الإطاحة بالنظام المدعوم من الفرنسيين الذين أطلقوا النار على عناصر الجبهة المتحدة من أجل التغيير (نيران تحذيرية).

### الولاية الثالثة (2006-2011)
أعيد انتخابه لولاية ثالثة في 3 مايو 2006 بنسبة 64.67% من الأصوات المدلى بها، بعد شهر واحد من الهجوم الفاشل بقيادة النقيب محمد نور الجبهة المتحدة للتغيير (FUC) على نجامينا في 13 أبريل.
تم التوقيع في 13 آب / أغسطس 2007 بين النظام وأحزاب المعارضة المختلفة بهدف بدء عملية الدمقرطة.
في 2 فبراير 2008، أثناء هجوم المتمردين بقيادة محمد نوري والأخوين توم وتيمان إرديمي، اختطف الجيش التشادي أحد خصومه الرئيسيين، ابن عمر محمد صالح، من منزله. ودعت الحكومة الفرنسية إلى «توضيح». في فبراير 2012، قدم اثنان من أبناء الخصم المفقود شكوى في فرنسا، وفي عام 2013، قرر قاضي تحقيق فرنسي التحقيق في اختفائه. وكان قرار قاضي التحقيق هذا مخالفاً لرأي مكتب المدعي العام في باريس. لذلك استأنف الادعاء هذا القرار. لكن في النهاية، حكمت غرفة التحقيق في محكمة استئناف باريس لصالح القاضي واعتبرت أنه تم استيفاء المعايير القانونية للسماح بتحقيقه في هذا الاختفاء. في بداية عام 2013، لم تتوفر معلومات مهمة عن مصير ابن صالح في الأيام التي أعقبت اختطافه، على الرغم من جهود السياسيين أو المنظمات التي جاءت لدعم الخصم وأقاربه.

### الولاية الرابعة (2011-2016)

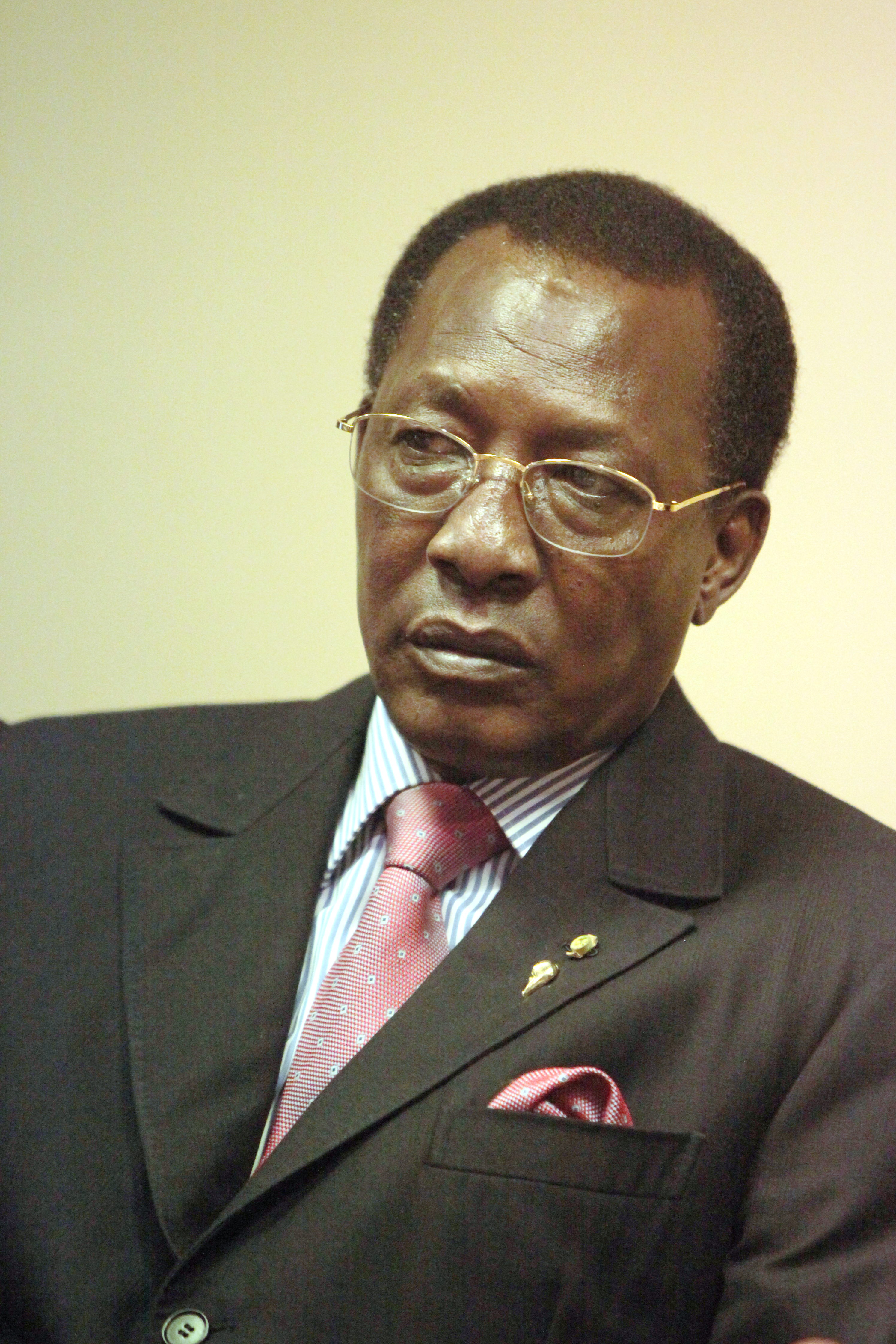
ديبي في 2012

فاز حزبه بـ133 مقعدا من أصل 188 في الانتخابات البرلمانية 13 فبراير 2011.
في 25 أبريل 2011 أعيد انتخابه لولاية رابعة في الجولة الأولى من الانتخابات الرئاسية بنسبة 88.7% من الأصوات، مقابل ألبرت باهيمي باداكيه (6٪) ومادو ناجي (5.3٪). وكان المعارضون الرئيسيون قد قرروا مقاطعة الانتخابات، وطعنوا في الظروف التي ستجرى فيها الانتخابات وشجبوا «المهزلة الانتخابية». وبلغت نسبة المشاركة 64.2% بحسب مفوضية الانتخابات، لكن المعارضين أيضا عبروا عن شكوكهم حول نسبة المشاركة الحقيقية، التي يقدرونها بـ 20%.
يعارض التدخل العسكري الغربي خلال الحرب الأهلية الليبية عام 2011، وهو الموقف الذي وصفته العديد من وسائل الإعلام حينها بأنه دعم للجنرال معمر القذافي، ويؤكد البعض أنه كان سيرسل عناصر من الحرس التشادي في البلاد. من جهته، يعلن أنه يريد من الديكتاتور الليبي أن يترك السلطة، ولكن برفق وعدم إثر تدخل مسلح «يترك آثاراً» على حد قوله.
في عام 2012، ذهب إلى جمهورية إفريقيا الوسطى مع الرئيس البوروندي السابق بيير بويويا، الوسيط في جمهورية إفريقيا الوسطى نيابة عن المنظمة الدولية للفرانكوفونية (OIF). كانت زيارته موضع جدل، لأنه كان سيؤيد حركة التمرد في سيليكا، من جهته، زعم إدريس ديبي أنه ذهب إلى هناك لتشجيع فرانسوا بوزيزيه والإصرار على إطلاق سراح جان جاك ديمافوث، زعيم حركة سياسية عسكرية.
في شهر مايو 2012، أطلق إدريس ديبي عملية واسعة لمكافحة الفساد في البلاد تحت اسم «عملية الكوبرا». بعد ذلك، تخسر الدولة مبلغًا يقدر بنحو 300 مليار فرنك أفريقي (أو 460 مليون يورو) سنويًا بسبب اختلاس المال العام. والهدف من ذلك هو تأمين دوائر الإيرادات والنفقات ومراقبة إجراءات إعداد ومنح وتنفيذ العقود العامة. بعد عام واحد ومهمة تفتيش نفذت في نجامينا وفي المقاطعات، تم استرداد ما يقرب من 25 مليار فرنك أفريقي.
في يناير 2013، ترسل تشاد قوات إلى شمال مالي للمشاركة في عملية سيرفال، ثم يصف إدريس ديبي ما يحدث في شمال مالي كنتيجة لـ «تفكك ليبيا» و«انتشار ترسانتها». هذا الإجراء في مالي أو في جمهورية أفريقيا الوسطى ونيجيريا ضد بوكو حرام، حصل إدريس ديبي بدعم قوي من فرنسا والولايات المتحدة.
خلال هذه الولاية، أطلق إدريس ديبي تنوعًا اقتصاديًا رئيسيًا، وكان اقتصاد البلاد حتى ذلك الحين يعتمد بشكل أساسي على صناعة البترول. في حين كان تشاد واحدة من أقل البلدان نموا نموا في القارة الأفريقية في عام 2001، هو في المرتبة الثالثة في مؤشر الأداء أفريقيا (API) في عام 2015، وهي أداة لتصنيف وترتيب مؤسسات القطاع العام في أفريقيا.
أصدر إدريس ديبي هذا العام نفسه 4.57 مليون يورو لمساعدة منطقة بحيرة تشاد، التي ابتليت بالتصحر وخصبة لتنمية الجماعات الإرهابية مثل بوكو حرام. تشاد، باعتبارها هدفًا إستراتيجيًا لجماعة بوكو حرام الإرهابية، حول إدريس ديبي جزءًا من سياسته في هذا التفويض نحو مكافحة الإرهاب.
وفي مواجهة التهديد المتزايد من بوكو حرام، وارتفعت مجموعة إرهابية إلى الدولة الإسلامية في شمال نيجيريا، إدريس ديبي يزيد مشاركة تشاد في قوة المهام المشتركة المتعددة الجنسيات (MNJTF)، قامت قوة مسلحة تتكون من النيجر، من نيجيريا، بنين والكاميرون. في أغسطس 2015، إدريس ديبي يعلن عن هذا الموضوع في مقابلة أن MNJTF قد «قطعت رأس» بوكو حرام.
في 1 ديسمبر كانون الأول عام 2015 بمناسبة قمة «التحدي المناخي والحلول الأفريقية» على هامش مؤتمر باريس للمناخ (COP 21)، ينبه إدريس ديبي المجتمع الدولي إلى الحاجة إلى تمويل مستقبل بحيرة تشاد، بما في ذلك السطح مقسومة على ثمانية منذ عام 1973: «مسألة بحيرة تشاد قديمة. في جميع الاجتماعات المتعلقة بالمناخ لمدة 20 عامًا، أثيرت هذه القضية من كوبنهاغن وريو واليوم باريس. لست متأكدًا من أننا حتى اليوم وجدنا آذانًا، على الأقل إجراءات ملموسة».

### الولاية الخامسة (2016 - 20 أبريل 2021)

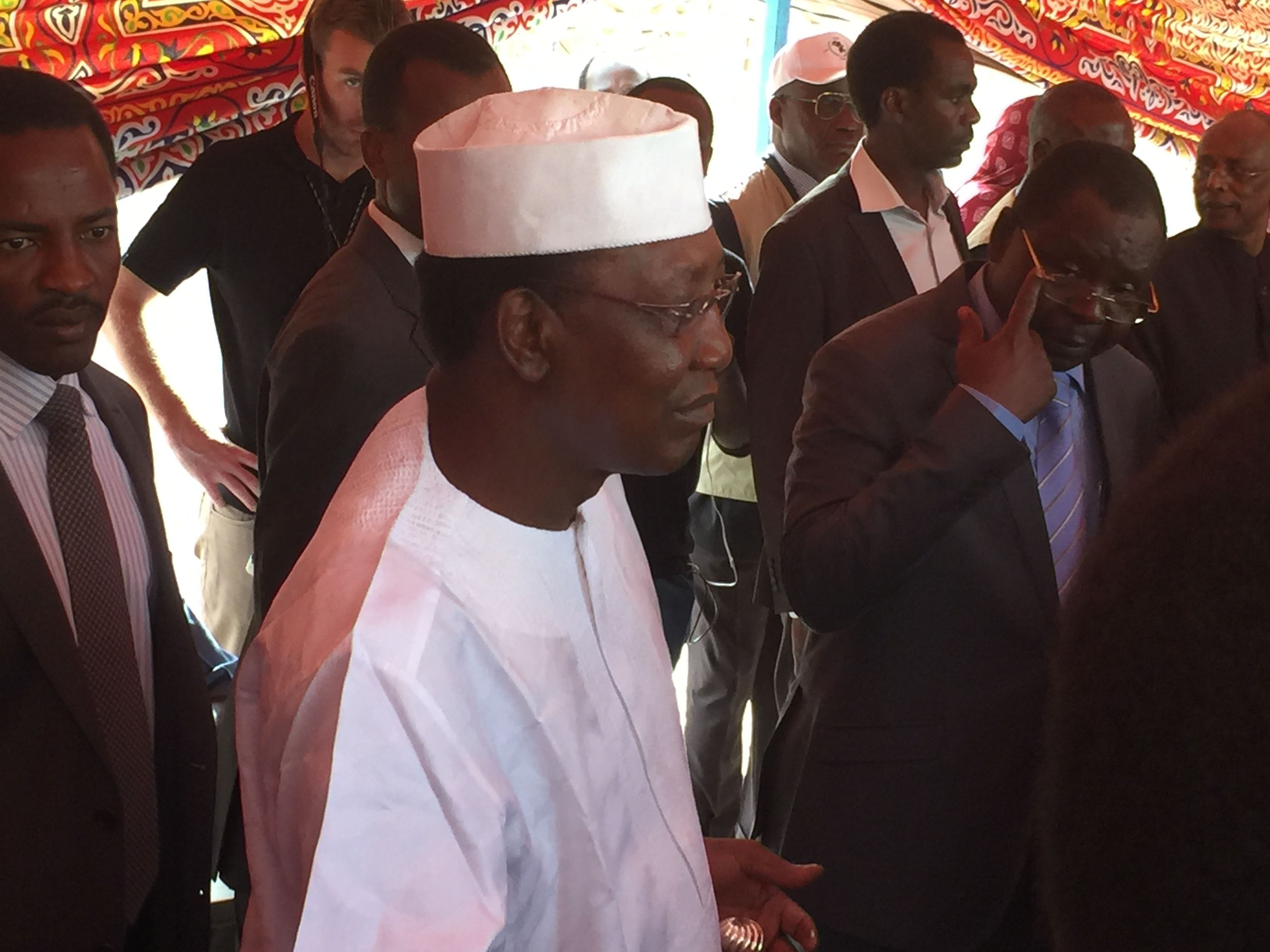
إدريس ديبي في مركز اقتراع في نجامينا، خلال الانتخابات الرئاسية لعام 2016.

في مطلع عام 2016، أشعلت قضية زهورة [الفرنسية] (فتاة اغتصبها أبناء وجهاء النظام) مظاهرات. في السياق السياسي الذي شهد تطور الاحتجاجات في إفريقيا جنوب الصحراء، حظر إدريس ديبي التظاهرات واعتقل مرتكبو الجريمة.
في فبراير 2016 أعلن إدريس ديبي ترشحه للانتخابات الرئاسية لأبريل 2016.
ثم تدرج أسماؤهم في برنامج إقامة الحد المصطلح في الدستور، معلنا أنه في عام 2005، تم تنفيذ إصلاح الدستور في سياق آخر، حيث «كانت الأمة في خطر»، بينما في عام 2016، تشاد «لا يمكن التركيز على نظام أن تغيير السلطة من شأنه أن يضع صعوبة ». في أبريل، وبدون معارضة قوية، أعيد انتخابه في الجولة الأولى بنسبة 59.9% من الأصوات. خلال خطاب تنصيبه، وضع إدريس ديبي الأولويات الجديدة لهذه الولاية، بما في ذلك تنويع الاقتصاد التشادي، الذي ركز حتى الآن كثيرًا على النفط. يذكر أن على وجه الخصوص «الخلاص لن يأتي من الموارد النفطية» قبل أن يعلن الاعتماد على الزراعة وتربية الحيوانات والرهان على التعدين. كما تضطلع لتوسيع مياه الشرب التغطية إلى 83% ويجدد وعده لبناء 3000 كلم من معبدة الطرق، فضلا عن كبيرة شبكة السكك الحديدية لربط تشاد إلى السودان، الكاميرون ونيجيريا.
في 12 أكتوبر 2016، قام إدريس ديبي بزيارة دبلوماسية لألمانيا والتقى بالمستشارة الألمانية أنجيلا ميركل في اليوم التالي. تأتي هذه الزيارة في أعقاب دعوة وجهتها المستشارة الألمانية في قمة مجموعة العشرين الأخيرة في الصين. هذه هي الزيارة الرسمية الأولى لرئيس تشادي إلى ألمانيا.
في عام 2016، أعلن عن تطوير ما يقرب من 250 ألف هكتار من الأراضي على الأراضي الوطنية، وتعزيز القروض الصغرى للمنتجين الريفيين، فضلاً عن إنشاء البنية التحتية الجديدة للنقل والطاقة. كما وقع على أجندة الأمم المتحدة 2030 وإعلان مالابو لنمو الزراعة وتحولها في إفريقيا.
في 2 فبراير 2017 بينما كان من المقرر إجراء الانتخابات التشريعية التشادية في عام 2016، أعلن أنها لن تجري قبل عام 2019 بسبب نقص الموارد.
في سبتمبر 2017، تقرير لمنظمة العفو الدولية يندد بموجة من القمع في تشاد، تحت ولاية إدريس ديبي. من المسلم به أن المنظمة تدرك أن هذا ليس على نفس المستوى الذي كان عليه في عهد سلفها حسين حبري (قمع عنيد تسبب في مقتل عشرات الآلاف في الثمانينيات) لكنه يشير إلى أن الرئيس ديبي، الذي ينفذ ولايته الخامسة، فعل ذلك. عدم الوفاء بالتزاماتها الأولية فيما يتعلق باحترام حقوق الإنسان. وتشير إلى أن إدريس ديبي «يسكت أصوات من يتحدثون ضد الحكومة وسياساتها»، من خلال استمرار المضايقات القانونية والإدارية والشرطية ضد معارضيه. منذ عام 2016، حظرت السلطات 65 حدثًا وحُرمت من أي وجود قانوني للعديد من منصات المعارضة.
في 4 مايو 2018، بإصدار الدستور التشادي لعام 2018، المعتمد في 30 أبريل 2018 من قبل البرلمان. وفي اليوم نفسه أعلن عفواً عن المتمردين، ودعا المنفيين السياسيين إلى العودة إلى تشاد. بالنسبة لجيمت عربي، وزير العدل: «عندما نتحدث عن العفو، فهو قانون يمحو جميع الجرائم التي ارتكبت، وهو يفعل ذلك بأثر رجعي. حتى الذين اختلسوا المال وقتلوا ونهبوا. وبمجرد صدور قانون العفو هذا، فإنه يمحو جميع المخالفات ويمكنهم العودة إلى ديارهم بهدوء».
في 7 مايو 2018، شكلت حكومة جديدة من 22 عضوا، من بينهم 9 نساء.
حقق الرئيس ديبي وأقاربه إنجازات كبيرة: تشير أوراق بنما إلى أن «العشيرة» في السلطة اختلست 10.76 مليار دولار لوضعها في «ملاذات ضريبية». على العكس من ذلك، فإن الاستثمارات المنخفضة للغاية في الخدمات العامة (المدارس والمراكز الصحية وما إلى ذلك) تجعل الغالبية العظمى من السكان في فقر مدقع. وتشاد في المرتبة 186 والعشرين من 189 على مؤشر التنمية البشرية للأمم المتحدة. في عام 2018، الدولة التشادية على وشك الإفلاس ورد ديبي بخفض رواتب موظفي الخدمة المدنية بمقدار الثلث.
في أغسطس 2020، عين المجلس الوطني إدريس ديبي مشيرًا بعد هجوم انتصر في أبريل ضد الجهاديين.
في فبراير 2021، قامت «حركة الإنقاذ الوطني» باستثمار إدريس ديبي كمرشح للانتخابات الرئاسية في أبريل 2021.

## رئيس الاتحاد الأفريقي
في 30 يناير 2016، تم انتخاب إدريس ديبي إيتنو رئيسًا للاتحاد الأفريقي خلال حفل افتتاح القمة السادسة والعشرين، خلفًا للزيمبابوي روبرت موغابي. يتم اختياره من قبل رؤساء منطقة إفريقيا الوسطى. ولايتها سنة واحدة. خلال خطاب القبول، أشار خصوصًا إلى إنشاء «قوة أفريقية من شأنها أن تجعل من الممكن التدخل في منع الأزمات». كما ينتقد تقاعس المنظمة: 
نلتقي كثيرًا، نتحدث دائمًا كثيرًا، نكتب كثيرًا، لكننا لا نتصرف بما يكفي، وأحيانًا لا نتصرف على الإطلاق. لا نتوقع بما فيه الكفاية، نتوقع كل شيء من الخارج
في بداية أكتوبر 2016، ذهب إدريس ديبي إلى جمهورية الكونغو الديمقراطية، بهدف الوصول إلى حوار لإجراء الانتخابات الرئاسية في البلاد. ثم دعا مكونات المعارضة للانضمام إلى الحوار. وفي بيان صحفي، أعلن أخيرًا أنه تم تحديد موعد لإجراء الانتخابات الرئاسية والتشريعية.

في نهاية أكتوبر 2016، ذهب إدريس ديبي إيتنو إلى الكاميرون للتعبير عن تعاطفه مع ضحايا كارثة قطار إيسيكا. وقال بهذه المناسبة: 
العلاقات بين الكاميرون وتشاد خاصة جدا. لدينا علاقات قوية ومصير مشترك. عندما سمعت النبأ المحزن، قمت أولاً بإرسال رسالة إلى الشعب الكاميروني. ثم شعرت أن إرسال رسالة لم يكن كافياً وأتيت 
في أوائل نوفمبر 2016، على هامش الدورة الثانية والعشرين لمؤتمر الأطراف، ذهب إدريس ديبي إلى مراكش بناءً على طلب ملك المغرب محمد السادس لمناقشة إعادة اندماج المغرب في الاتحاد الأفريقي. وللتذكير، غادر المغرب الاتحاد الإفريقي في نوفمبر 1984 بعد أن قرر الأخير دمج الجمهورية العربية الصحراوية الديمقراطية في المرتبة 51. إدريس ديبي، مؤيد قوي لقارة موحدة، يناضل من أجل "أفريقيا بلا صراع بحلول عام 2020". ومع ذلك، لا يزال السؤال قيد المعالجة في نهاية عام 2016. بالنسبة لشخص مقرب من منظمة عموم إفريقيا، "ليست العودة من المغرب هي التي تطرح مشكلة - لأنها يمكن أن تلبي بسهولة الأغلبية البسيطة اللازمة للتحقق من صحتها. العودة - لكن المعركة التي ينوي خوضها داخل الاتحاد الأفريقي من أجل طرد الجمهورية الصحراوية الديمقراطية، والتي تزعج بشدة البلدان التي انتصرت للقضية الصحراوية ”

## الأوسمة
- الصليب الأعظم مع قلادة من وسام تشاد الوطني، كالسيد الأكبر للوسام .[88]
- وسام الصليب الأعظم وسام بنين الوطني  [لغات أخرى]‏.[89]
- وسام الصليب الأعظم للاعتراف بأفريقيا الوسطى.[90]
- وسام الفاتح العظيم (ليبيا) من الدرجة الأولى.
- وسام الصليب الأعظم وسام CAMES الدولي للنخيل الأكاديمي.[91]

## تكريمات
- دكتوراه فخرية من جامعة أبومي كالافي [92]
- دكتوراه فخرية من المعهد الدولي لهندسة المياه والبيئة [93]
- دكتوراه فخرية من جامعة كارابوك [94]
- جائزة الإعلام الأفريقي للسلام والقيادة [95]
- مارشال تشاد.[81][82]

## عائلته

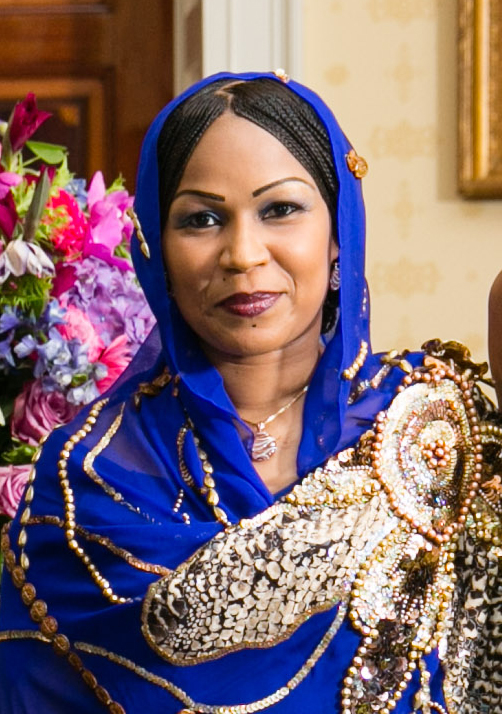
هندا ديبي إيتنو عام 2014 في البيت الأبيض

### أبناؤه
لإدريس ديبي العديد من الأبناء من زيجات مختلفة، كما هي العادة بين الزغاوة:
- محمد إدريس ديبي، والذي عُين قائدًا ثانيًا في قيادة القوات المسلحة التشادية في التدخل في مالي (FATIM) في عام 2013 ثم مديرًا عامًا للمديرية العامة لجهاز الأمن التابع لمؤسسات الدولة DGSSIE في عام 2014.[96]
- إبراهيم ديبي (منذ زوجته الأولى من حاجة حليمة)، الذي كان مستشاره لبعض الوقت،[97] اغتيل في 2 يوليو 2007 في فرنسا، في كوربفوا.[97][98][99] وبحسب الشرطة الفرنسية، فإن اغتياله لم يكن لدوافع سياسية.[100]
- زكريا إدريس ديبي، المدير العام السابق لشركة الخطوط الجوية التشادية توماي،[101] نائب مدير الديوان المدني لرئاسة الجمهورية عام 2013،[96] سفيرًا لدولة الإمارات العربية المتحدة عام 2020، عقيدًا بالجيش.[102]
- آدم إدريس ديبي، رئيس أركان المديرية العامة لجهاز الأمن التابع لمؤسسات الدولة (DGSSIE) في عام 2012،[103] أصيب بإعاقة إثر حادث مروري.[101]
- دووسة ديبي، المدير العام للأعمال الكبرى حوالي عام 2012.[101]
- فاطمة إدريس ديبي، المدير التجاري لشركة تشاد للمحروقات (Société des Hydrocarbures du Tchad (SHT)) ثم نائب مدير شركة نجامينا للتكرير (SRN) في عام 2020.[104]
- سيد إدريس ديبي، نائب المدير العام للشبكة العنكبوتية ثم المدير العام لـ SHT من ديسمبر 2018 إلى مارس 2020.[104]

### زوجاته
- في عام 2005، تزوج من هيندا محمد،[105] التي حصلت على الجنسية الفرنسية في عام 2017، وهي زوجته الرابعة بعد زينة وزينة أو حتى حاجة حليمة ديبي.[106] كان من الممكن أن يكون هذا الزواج ممكناً بصورة ملحوظة، في وقت هجمات المتمردين، لإقناع قبيلة هيندا، وهي في الأصل من منطقة وداي، وهي منطقة حدودية مأهولة بالسكان في السودان، بعدم الانضمام إليهم؛
- في 20 يناير 2012 تزوج من أماني موسى هلال، ابنة موسى هلال، قائد ميليشيا الجنجويد[107][108]؛
- الزوجات الأخريات: أندا علي بوي، سعاد زكريا عبد الله، حوى تولجي تشو، أشيك عمر.[109]

### أشقاؤه
الأخ الأصغر صالح ديبي إتنو، الذي كان على رأس التوجيه الاستراتيجي للجمارك والحقوق غير المباشرة حتى عام 2015.

## وفاته
توفي يوم الثلاثاء 20 أبريل 2021 ميلاديًّا، الموافق 8 رمضان 1442 هجريًّا عن عمر ناهز 68 عامًا، مُتأثرًا بإصابته في هجوم شنه متمردون في شمال البلاد، وذلك غداة إعادة انتخابه رئيسا للبلاد للمرة السادسة، وقال الجنرال «عزم برماندوا أغونا»، في بيان على تلفزيون تشاد، «إن رئيس الجمهورية لفظ أنفاسه الأخيرة مدافعا عن وحدة وسلامة الأراضي في ساحة المعركة»، وأضاف: «نعلن ببالغ الأسى للشعب التشادي نبأ وفاة ماريشال تشاد». وأعلن الجيش عُقب خبر وفاة الرئيس عن حل الحكومة والبرلمان وتشكيل مجلس عسكري انتقالي بقيادة محمد إدريس ديبي يتولى شؤون الحكم لمدة 18 شهرا، كما أعلن عن حظر التجول وإغلاق جميع منافذ البلاد.